# Die Frau der Schlange
Die Frau der Schlange ist ein Volksmärchen vom Typ Zaubermärchen (AaTh 425 M), das im estnischen, lettischen, litauischen, russischen und finnischen Sprachraum bekannt ist.

## Handlung
Einst gingen drei Schwestern baden und als sie wieder aus dem Wasser herauskamen, lag auf den Kleidern der Jüngsten eine Schlange, die diese erst wieder freigab, nachdem ihr das Mädchen versprochen hatte, sie zu heiraten. So holte die Schlange das Mädchen und nahm es mit sich unter die Erde, wo die Schlange ihre Haut abzuwerfen pflegte und zu einem schönen jungen Mann wurde. Sie bekamen drei Töchter, die eines Tages begannen nach ihren Großeltern zu fragen, woraufhin die Mutter ihren Mann bat diese zusammen mit ihren Töchtern besuchen zu dürfen. Die Schlange gewährte es ihr, nahm alle auf ihren Rücken und brachte sie über das Meer. Am anderen Ufer angelangt trug sie seiner Frau auf ein bestimmtes Lied zu singen, wenn sie zurückzukehren wünschten, dann würde sie kommen.
Auf dem Weg zu ihren Großeltern schärft die Mutter ihren Töchtern ein, nichts von ihrem Leben unter der Erde und ihrem Vater zu erzählen und es kam zu einem freudigen Wiedersehen mit der Familie, wobei die Antworten auf die Fragen hin, wo sie denn die ganze Zeit gewesen waren, stets wage blieben. Da nahm sich der Großvater seine Enkelinnen, eine nach der anderen, beiseite, um zu ergründen, was sich zugetragen hatte und die Jüngste schließlich verriet ihm, dass sie unter der Erde lebten, ihr Vater eine Schlange sei und er sie wieder abholen würde, wenn sie am Ufer des Meeres ein bestimmtes Lied sängen. Zornig über das Erfahrene nahm der Großvater seine Flinte samt Silberkugel, ging zum Meer und sang das Lied. Er versteckte sich hinter einem Strauch, wartete und als die große Schlange kam, schoss er ihr in den Kopf, woraufhin diese tot umfiel.
Nach einiger Zeit, beschloss die Frau der Schlange mit ihren Töchtern den Heimweg anzutreten. Als sie zum Meer kam, sang sie das Lied, doch niemand kam. Sie versuchte es ein weiteres Mal und auch ein drittes Mal, doch nichts regte sich und alles blieb still. Sie fragte ihre Töchter, ob sie denn etwas verraten hätten, woraufhin ihr die Jüngste gestand und da begann die Mutter bitterlich zu weinen und ihren Mann zu beklagen, solange, bis sie sich zusammen mit ihren Töchtern in eine schöne Birke verwandelte.

## Hintergrund
Die estnische Version erhielt im Deutschen den Titel Die Frau der Schlange. Sie stammt von Jakob Hurt und wurde 1904 von Jaan Sandra nach der Erzählung der Witwe Paadso aus dem Dorf Miekse aufgezeichnet. Bekannt sind 19 estnische Varianten, die hauptsächlich im Osten des Landes vorkamen, insbesondere in Setu (9 Varianten). Das Märchen enthält ein ätiologisches Ende, bei dem die Beschaffenheit der Birke mit den drei Töchtern erklärt wird. Die schwarz-weiße Rinde wurde demnach von den beiden älteren Töchtern gebildet, das zitternde Hälmchen daran von der schuldigen Jüngsten.
Eine ähnliche litauische Variante mit Liedstrophen wurde 1961 nach der Erzählerin L. Šilabritiené in Vilnius aufgezeichnet und befand sich in der Handschriftensammlung der litauischen Folklore des Instituts für litauische Sprache und Literatur an der Akademie der Wissenschaften der Litauischen SSR sowie deren Phonothek. Sie trägt im Deutschen den Titel Die Schlange Weißhaut. Es sind 56 litauische Variationen des Märchens bekannt, die meist aus den östlichen und südlichen Teilen des Landes stammen. Das Märchen ist in Litauen sehr beliebt und fand nicht nur in der Literatur Verwendung, sondern oft auch im Theater und der bildenden Kunst. Die Variationen betreffen meist den Anfang des Märchens, bei dem die Schlange in das Hemd des badenden Mädchens kriechen kann, die Schlange erraten kann, dass die Stiefel des Mädchens aus Läusehaut genäht sind oder die Schlange das Mädchen kein Wasser aus dem Brunnen schöpfen lässt. Das Ende des Märchens kann mit einem ätiologischen Motiv ausgestattet sein, so z. B. wird erklärt, dass das verratende Mädchen zu einer Espe wird, die vor Weh sogar zittert, wenn kein Wind weht.
Das Märchen kommt auch im russischen und mit 69 Varianten auch im lettischen Sprachraum vor. In einer finnischen Variante, in der ein Wasserweibchen die Tochter eines reichen Mannes entführt, um sie ihrem Sohn zur Frau zu geben, erschlagen die zwei Brüder des Mädchens deren Mann, woraufhin sie sich in eine Trauerbirke verwandelt. Diese Variante von Vihtori Alava (1891, Nr. 1125) stammt aus dem Dorf Voloitsa und erhielt im Deutschen den Titel Wie die Trauerbirke entstanden ist.